# Székelyudvarhely

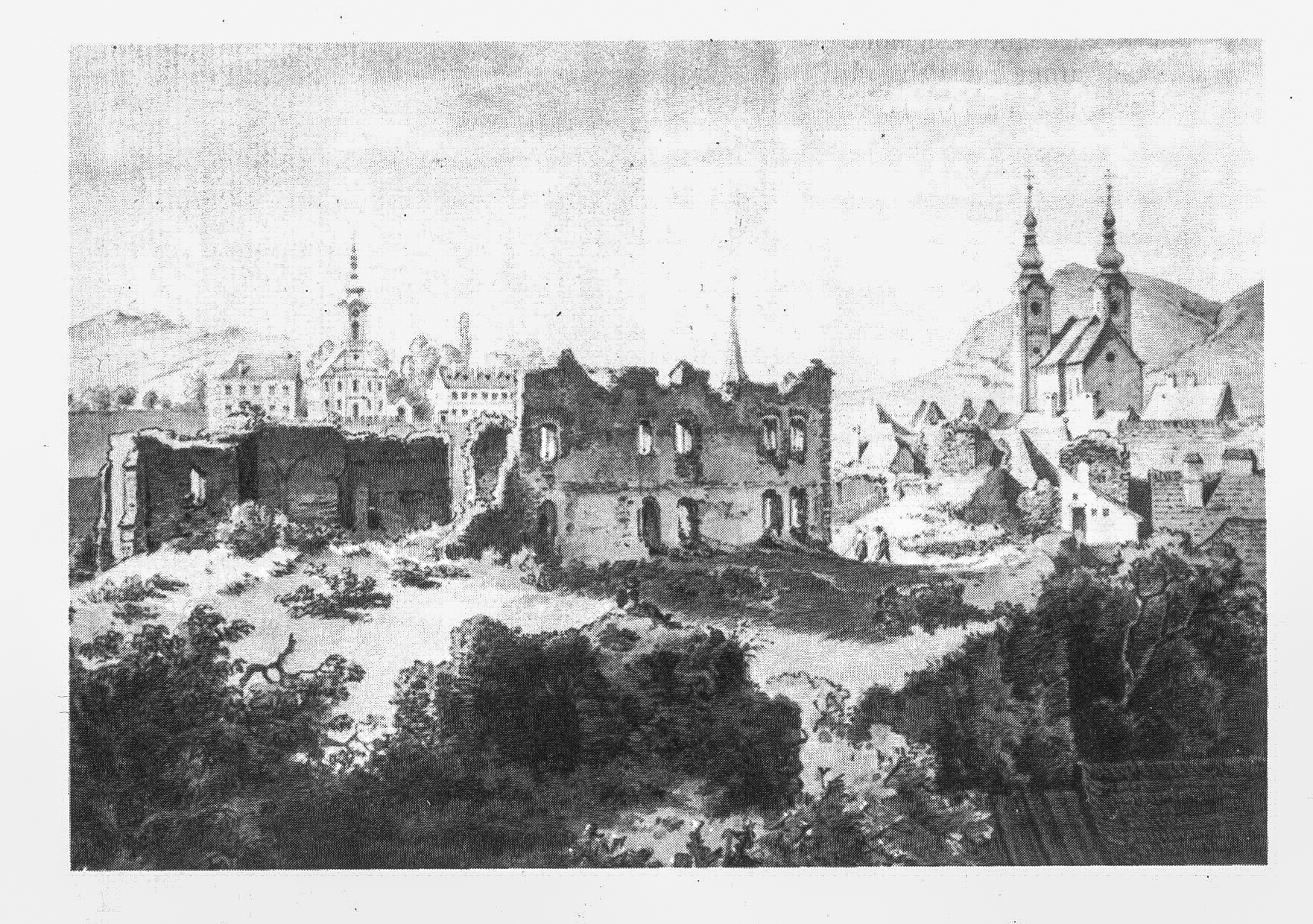
Székelytámadt vár romjai a városban az 1850-es években, Ludwig Rohbock rajza

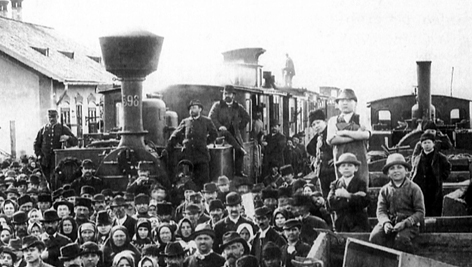
A székelygőzös megérkezése Udvarhelyre 1888. március 15-én

Székelyudvarhely (románul: Odorheiu Secuiesc, latinul: Areopolis, németül: Oderhellen, szászul: Odderhällen) megyei jogú város Romániában Hargita megyében. Az Udvarhelyi-medence gazdasági és művelődési központja. A megye második legnépesebb városa. A székelység történelmi, társadalom- és művelődéstörténeti központja, s Székelyföld évszázados hagyományokra visszatekintő székhelye. Fontos közúti csomópont, vasúti végállomás. Az Udvarhelyi-medence egyik legkorábbi települése. Székelyföld és a székely székek központja évszázadokon keresztül.

## Fekvése
Csíkszeredától 52, Marosvásárhelytől 100, Kolozsvártól 200, Brassótól 100 km-re fekszik. A város határvonalának hossza 40 km, bel- és külterülete 4779,21 ha, amelyből a belterület épületekkel fedett része 389,30 ha, míg az utak és terek összesen 144,85 hektárt tesznek ki.

## Nevének eredete
Először az 1333. évi pápai tizedjegyzék említi Uduorhel néven, de a helység már korábban is létezett.
Neve arra utal, hogy e helyen tartotta udvarát a székelyek ispánja. Székelyföld hagyományos központja, a székely székek bíróságai előtt hozott ítéletek ellen ide fellebbezhettek.

## Története
1301-ben Uduord néven említik. A településnek az Árpád-korban valószínűleg Telegd volt a neve. 1357-ben Nagy Lajos király vezetésével itt ülésezett az első Székely Nemzetgyűlés, amely egyrészt a székelyek, másrészt Erdély több várának jogi vonatkozásait tisztázta.
Székelyudvarhelyt valószínűleg Zsigmond király emelte városi rangra, aki ugyancsak járt a településen, amikor István erdélyi vajdával gyűlt meg a baja, de az erdélyi fejedelmek is megadtak minden kiváltságot a városnak.
A helység első vára egy korábbi kolostor köré 1492-ben épült fel. A városhoz közel van Budvára, amiről azt tartja a legenda, hogy régi székely vár. A város 1558-ban 
Izabella királynétól adómentességet nyert. A Székelytámadt várat János Zsigmond építtette a legyőzött székelyek megalázására 1562 és 1565 között. Ezt a Mihály vajda oldalára állt székelyek 1599-ben lerombolták, 1616-ban pedig Ali pasa égette föl. 1621 után Bethlen Gábor az erődítmény újraépítését rendelte el. 1704-ben a várat Tiege generális hada fosztotta ki. Az erődítményt visszafoglaló Pekry Lőrinc a székelyekkel leromboltatta a várat, amelyet ettől kezdődően Csonkavárnak neveznek a helyiek. Az egykori erődítmény jelentős maradványai napjainkban is láthatóak.
Itt született 1553-ban Székely Mózes, Erdély egyetlen székely fejedelme, aki gyermekkorát Székelyudvarhelyen töltötte, de gyakran megfordult Sófalván és a Sóvidéken, ugyanis az édesapja Literáti Székely János (vagy másképpen János deák) 1568-tól a székelyek sóbányájának kamarása lett. János deák korábban Udvarhely jegyzője is volt, aki magyar nyelven állította ki a tímárok céhének alapító okiratát. (És a bírónak és a tanácsnak jó egészséget kívánunk. Kelt Udvarhely mezővárosban az előírt időben s az elől megírt 1556-ik évben János deák Udvarhelyszék jegyzője.) Székely Mózes Báthory István fejedelem oldalán harcolva az erdélyi fejedelmi testőrség parancsnoka lett, majd lengyel királyként vitézségéért „szentelt lovaggá” ütötte és a sófalvi sóbánya kamaraispáni tisztségét tölthette be 1583-tól. Székely Mózes később az erdélyi hadsereg főparancsnoka lett és az erdélyi rendek 1603. április 15-én megválasztották fejedelemnek.
Az 1876-os megyerendezés során Udvarhelyszék területének kisebb kiigazításával Székelyudvarhely székhellyel alakult meg Udvarhely vármegye.

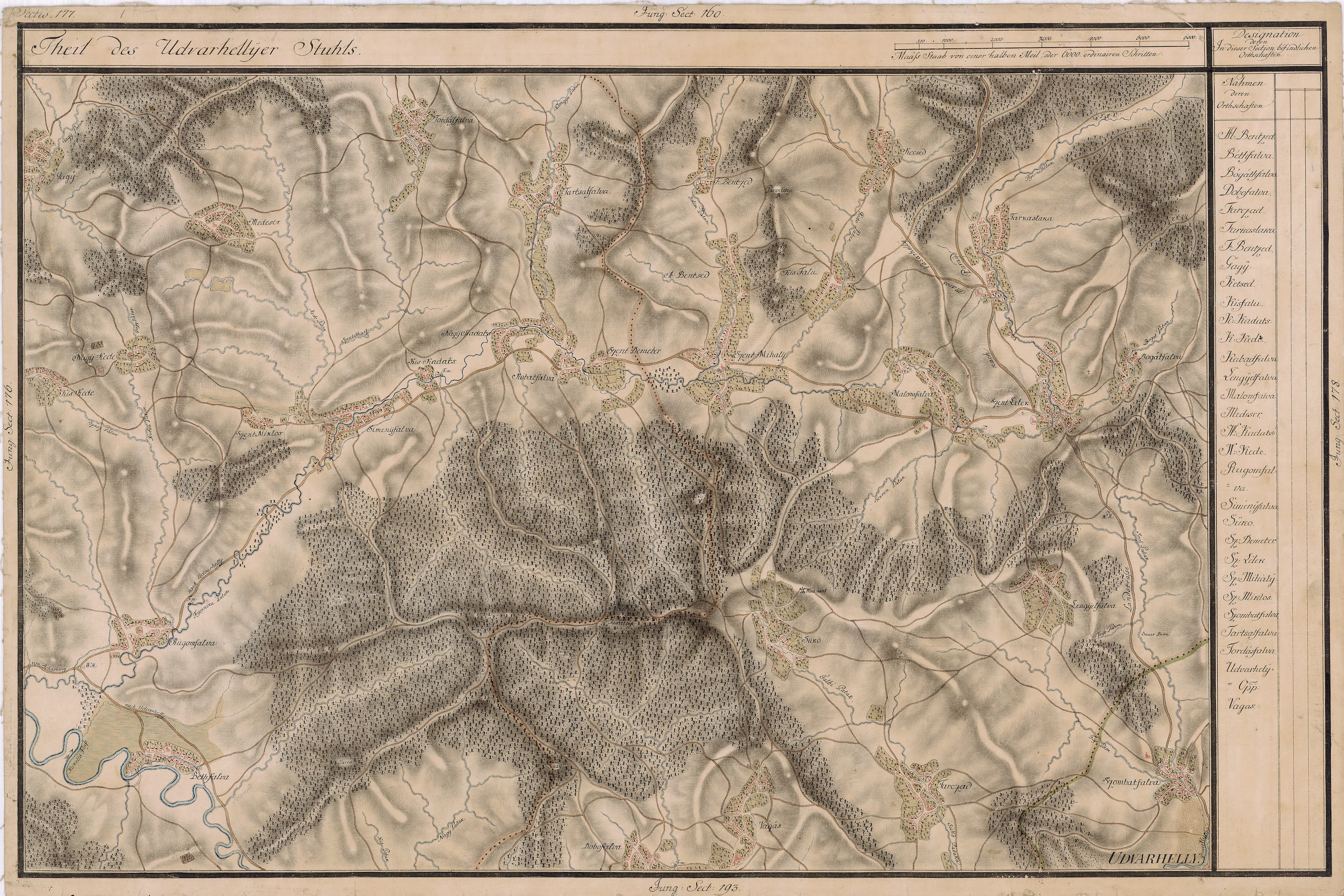
Székelyudvarhely 1769–1773
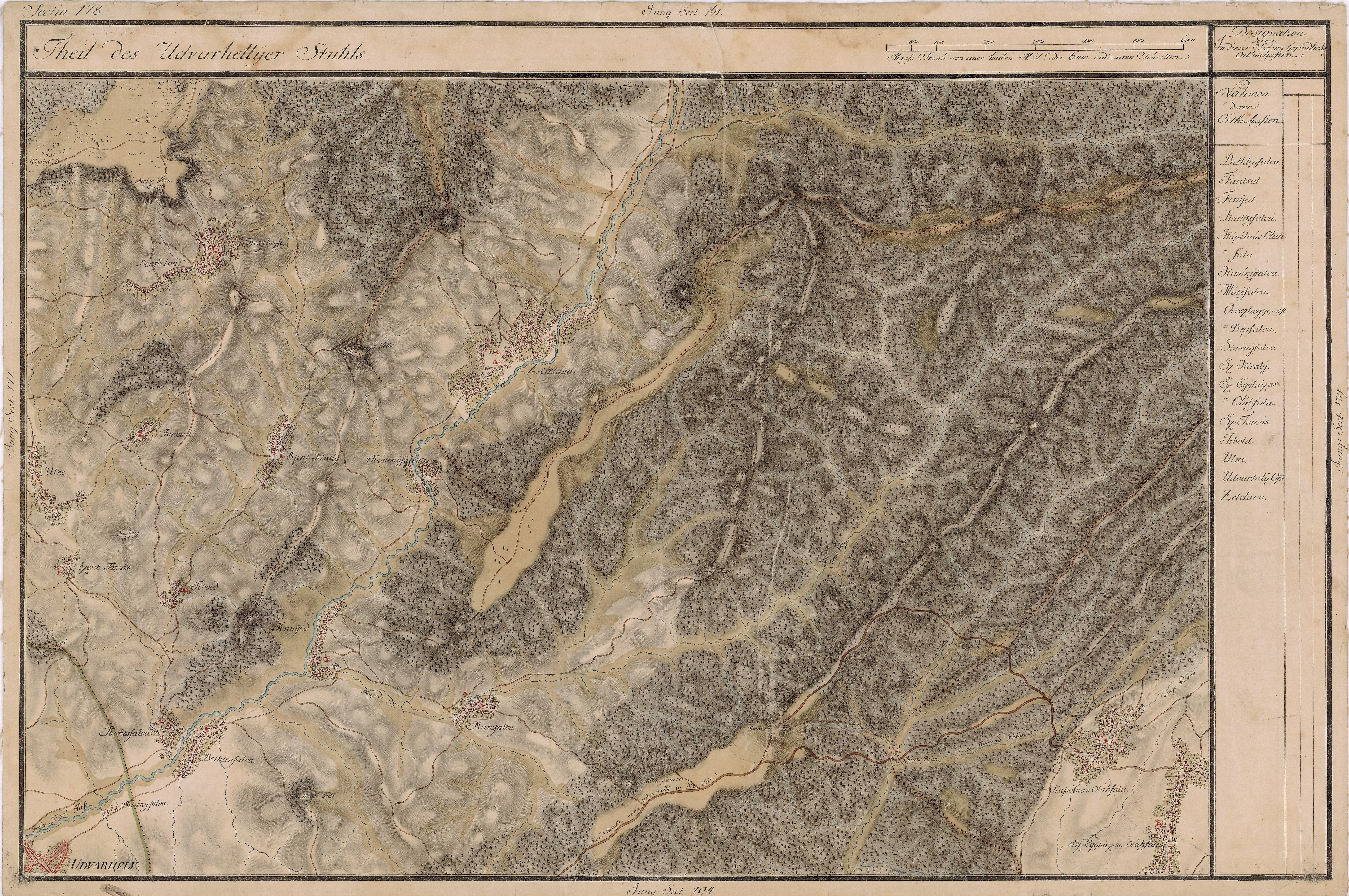
Székelyudvarhely 1769–1773

## Lakossága
Székelyudvarhelynek 1910-ben 10 244 lakosa volt. A trianoni békeszerződésig Udvarhely vármegye Udvarhelyi járásának székhelye volt. 1992-ben 39 959 lakosából 38 926 magyar (97,41%) anyanyelvű. 1996-ban 39 484 lakosa volt. 2002-ben 36 926 lakosából 35 315 magyar (95,62%) és 1087 román (2,91%) anyanyelvű volt. A lakosság felekezeti összetétele 50% római katolikus, 45% protestáns.
2011-ben 34 257 lakosból 32 198 magyar (94%), 832 román (2,43%), 19 cigány, 7 ukrán, 8 német és 3 más anyanyelvű volt, 1184-en nem vallották be anyanyelvüket. Nemzetiség alapján 31 665-en magyarnak (92,43%) illetve 861-en románnak (2,5%) vallották magukat, 1194-en nem nyilatkoztak nemzetiségükről.

| 36 978 | 35 357 | 1077  | 429   | 25    | 60    |
| 100%   | 95,62% | 2,91% | 1,16% | 0,07% | 0,24% |

## Turisztikai látnivalók

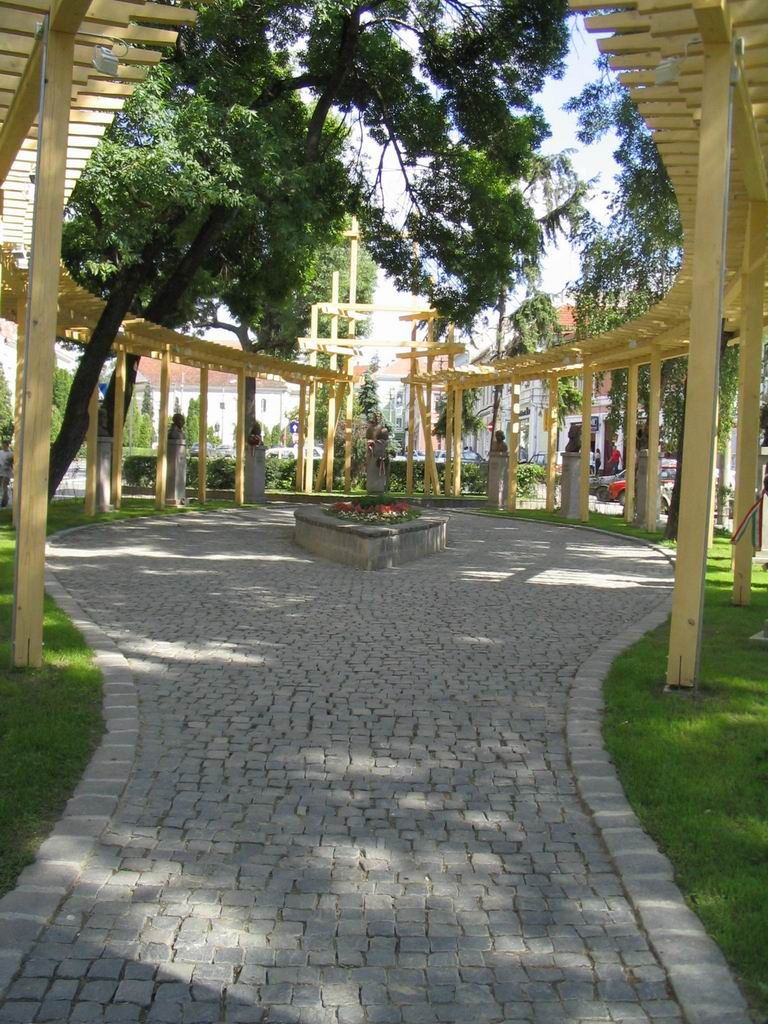
A szoborpark

### A városközpont
Székelyudvarhely nem tervszerűen épített, fejlesztett város, hanem a Nagy-Küküllő mindkét partján elterülő négy kisebb telep és három falu fokozatos egybeolvadásából nőtt várossá.
Az idők folyamán téglalap alakúvá formálódott Főtér és közvetlen környéke alkotja a Belvárost, három főút és néhány utca összefutó öblében. Műemlékei, műemlék jellegű épületei és épülettömbjei itt összpontosulnak: az Ó-város lényege sűrűsödik ott. A kereskedelmi gócpontot alkotó, s patinás műemlék épületekből fölépülő Kossuth Lajos utca, a romantikus és festőien emelkedő, macskakövekkel kirakott Szentimre utca, a virágpiacnak helyet adó Patkóban elhelyezett Vasszékely, a Főgimnáziumhoz fölvezető, s a város panorámájára rálátó, hangulatos lépcsősor, a közelmúltban restaurált Ó-vár nyugat-európai hangulatot árasztó, pazar szórakozóhelyei, a városnak a Küküllő mellett található, andalgásra csábító Sétatere, a Tomcsa Sándor Színház impozáns épülete, a nemzet nagyjait megörökítő Szoborpark, a szombatfalvi negyed csinos villái, avagy a Malom utcai negyed modern és ízléses épületei nem egy európai nagyváros urbanisztikai összképébe is beleillenének. Ez a sokszínű, sűrített városkép ragadja meg a látogatót. A székely Anya-szék legfontosabb urbanisztikai településének megigéző varázsát és lenyűgözően ellenállhatatlan vonzását nem utolsósorban az az első világégést megelőző, történelmi hangulat biztosítja, amely a meglehetősen nagy kiterjedésű központot óhatatlanul uralja. Egyfajta, rendkívülien ritka módon kialakult tér-idő-kapszulaként működve, Székelyudvarhely városközpontja azt a hajdani, s egykor fölöttébb valós világot idézi meg és villantja ma is folyamatosan föl, ami egykor az Osztrák–Magyar Monarchia volt, s amivé válhatott volna egy, a jelennel párhuzamos, esetleges világban a k. u. k.-kultúra. Ebből a tényből kifolyólag a városközpont méltán szolgálhatna különböző városi játékok megrendezésének avagy történelmi filmek forgatásának a színhelyéül is.

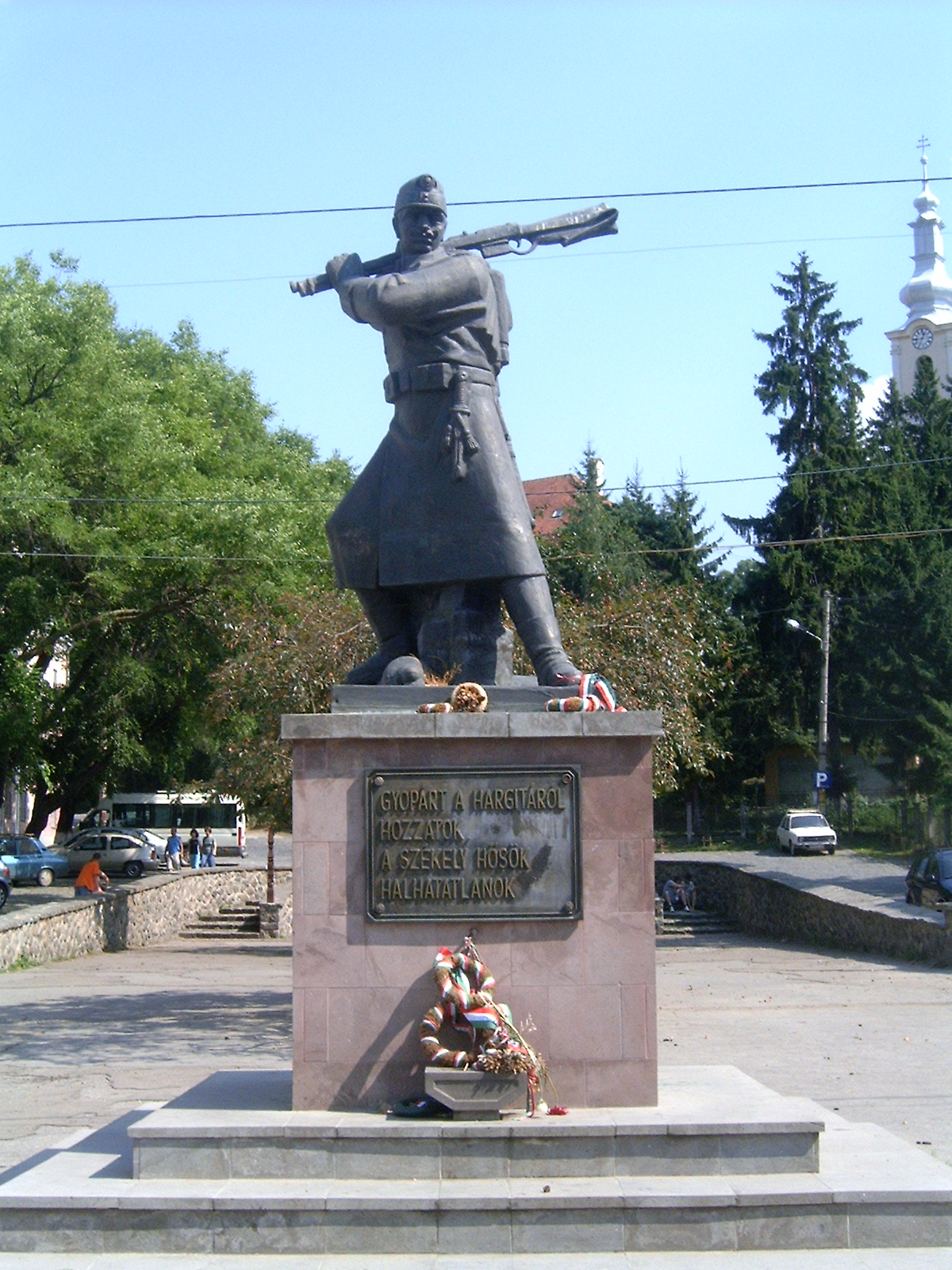
A Vasszékely

A belváros többnyire tömör, sűrű beépítésű, magjához lazább, újabb és korszerűbb városnegyedek társulnak az 1960-as évek tömeges lakásépítkezéseinek a következtében.
Székelyudvarhelyen az idők folyamán viszonylag fejlett intézményhálózat alakult ki. Iskolavárosként emlegetik, hiszen minden negyedik lakója diák. 15 óvodája, 7 elemi, 10 középfokú és 4 szakiskolája, 3 felsőfokú- és 4 távoktatási tagozata van. Az iskolahálózat napjainkban is egyre bővül.
Székelyudvarhely első gimnáziumát 1593-ban, Református Kollégiumát pedig 1670-ben alapították.
A Művelődési Ház, a székelyudvarhelyi Tomcsa Sándor Népszínház, a székelyudvarhelyi Városi Könyvtár és a Tudományos Könyvtár, a Múzeum és a Képtár, valamint a zenei rendezvények közművelődési eredményei országosan és nemzetközileg is elismertek.
A városközpontban látható a 2004-ben felavatott Emlékezés Parkja, tizenhárom mondahős, történelmi személy és kiemelkedő erdélyi művész mellszobrával.

#### A Vármegyeháza (a mai Városháza)

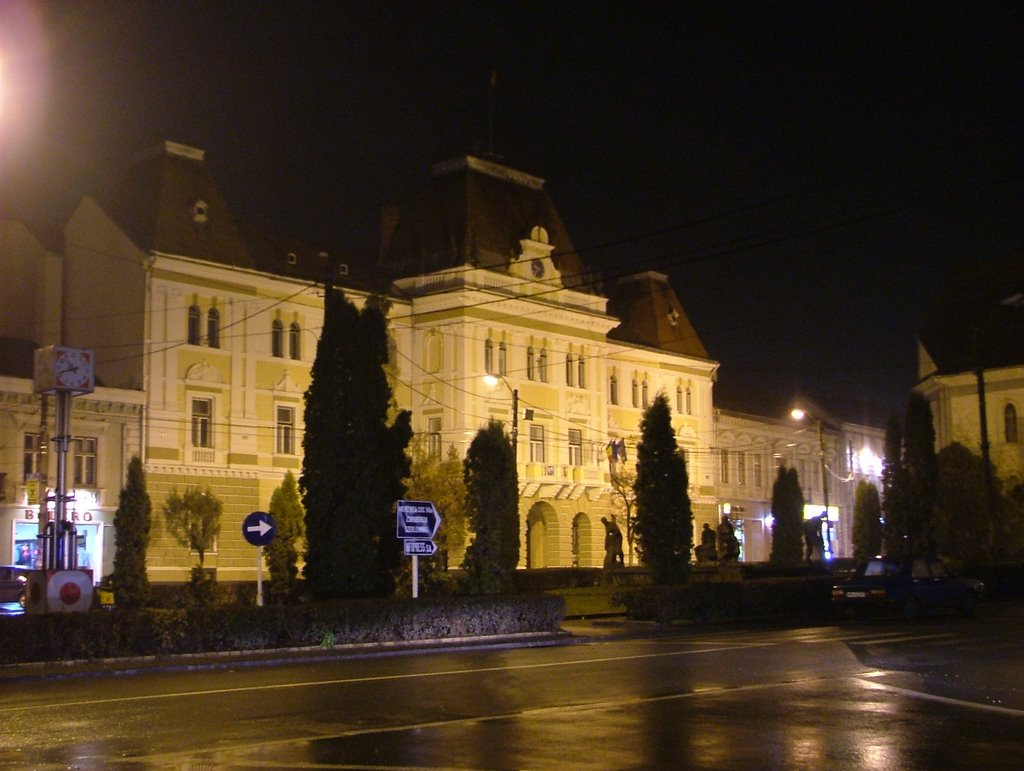
A városháza

A Városháza 1896-ban épült megyeházának, a Millennium emlékére.
A hajdani Alsó-Piactér legimpozánsabb épülete. 1895–96-ban épült eklektikus stílusban, Sztehlo Ottó építész tervei szerint. Építőmestere Ferenczi Endre főmérnök volt. Az épület egészében különböző építészeti stílusok ötvöződnek. Hargita megye műemlékeinek hivatalos jegyzékében (1992) műemléképületként szerepel.

#### A Millenniumi Székely-Emlékmű
Az emlékoszlopot 1897. július 26-án avatták fel, az akkori új Megyeházzal egy napon, a Millennium alkalmából. A 8,4 méter magas oszlop megalkotója Hargita Nándor, aki ekkor a Kő- és Agyagipari Szakiskola köztiszteletnek örvendő igazgatója volt. A kor stílusában és a kiemelkedő művészi színvonalon készült emlékműhöz három lépcsőn lehetett feljutni. A négyszögletű alap oldalain a vármegye, a város címerei és két fekvő oroszlán helyezkedtek el. Fölötte obeliszkszerű oszlop. 1919-ben a román hatóságok lebontották. A székelyudvarhelyi városi hatóságok 2008-ban fölújították az emlékművet.
Visszaállítására több kísérlet is volt. A kilenc méter magas alkotás jelenleg az eredeti helyén található, a város Főterének a központjában. A kompozíció egy oszlopból, két oroszlánból, valamint a szintén kőből faragott címerből áll, akárcsak az eredeti, vagyis az első világháborút követő hatalomváltáskor eltávolított emlékmű. Az egyenként több mint három tonna súlyú oroszlánokat a Kézdiszentléleken bányászott kvarcit tömbökből faragták. Az oszlop alapanyaga márványszerű mészkő. A műemlék képzőművésze, Zavaczki Walter Levente, több köztéri szobrot készített eleddig: az ő munkája a szentléleki árvízemlékmű, a Székelykeresztúron álló József Attila-szobor, illetve a székelyudvarhelyi Tompa László- és Móra Ferenc-szobor.

#### A Tompa László Emlékház
A Vár tőszomszédságában (Tompa László utca 10. szám) a Tompa László (1883–1964) költő életét és munkásságát bemutató emlékkiállítást tekinthetjük meg. E díszes homlokzatú, földszintes házban lakott 1920-tól haláláig (1964) a székelység e nagy költője, műfordítója és lapszerkesztője.

### Várak
Székelytámadt vár (lásd a szócikket) Székelyudvarhely 1696-ban készült térképén. 
A Csicser-tető csúcsán állott egykor Budvár elővára, Csicservár. Falai már nem, csupán sáncai láthatók.
A Budvár
A várostól alig negyedóra járásra a Küküllő jobb partján a Budhegy tetején állnak Budvár romjai. A legenda szerint Buda vezér építtette, és itt volt a hunoktól elszakadt székelyek vezérének a székhelye, akik itt kötöttek szövetséget Árpáddal, aki törvényt adott nekik. Valójában a 11–12. században épülhetett egy korábbi római erődítmény maradványainak a felhasználásával. 1241-ben a tatárok rombolták le.
A Budváron (635 méter magasságú, konglomerát sziklaoromzat) a csiszoltkőkorszak (neolitikum) embere már megtelepedett. A korai és a késő Vaskor embere is itt lakott. Az Árpád-korból földkunyhók és egy erődítmény falmaradványai kerültek elő. Hargita megye műemlékeinek hivatalos jegyzékében (1992) a Budvár romjait műemléképületként tartják számon.

### Szejkefürdő
Szejkefürdő Székelyudvarhely városrésze; itt megtekinthető Orbán Balázs síremléke, a Borvízmúzeum, a Mini Erdély park, a gyógyfürdő.

## Szálláshelyek
A városon átmenő jelentős forgalom ellenére közepes szinten van a turizmus, jövedelemtermelő képessége nem számottevő. Székelyudvarhely környéke azonban nagyon jó turisztikai vonzerővel rendelkezik, mint pl. a Szejkefürdő, Hargita (hegység), és a Zeteváraljai víztározó által biztosított horgászati és az erdők vadászati lehetőségei. Székelyudvarhely környéke számára kedvező turisztikai ágazat lehet az ökoturizmus, az aktív és bakancsos túrázás, biciklizés, sziklamászás, lovaglás, gombász- és fotóturizmus, illetve a kulturális turizmus. A környéken kikapcsolódást kereső turisták számára kiváló lehetőségeket nyújtanak a városban található magas színvonalú panziók és szállodák. Székelyudvarhelyen három szálloda található, a Küküllő Szálloda, Gondűző Szálloda és a Septimia Szálloda. A többi szálláslehetőség majdnem mind a panziók által biztosított. A Bosnyák Panzió, Margareta panzió, Korona Panzió, Maestro Panzió, Hintó Panzió és más panziók nyújtanak színvonalas ellátást az utazok számára.

## Kultúra és oktatás. A Küküllő-parti Athén

### Iskolák
Az Állami Főreáliskola

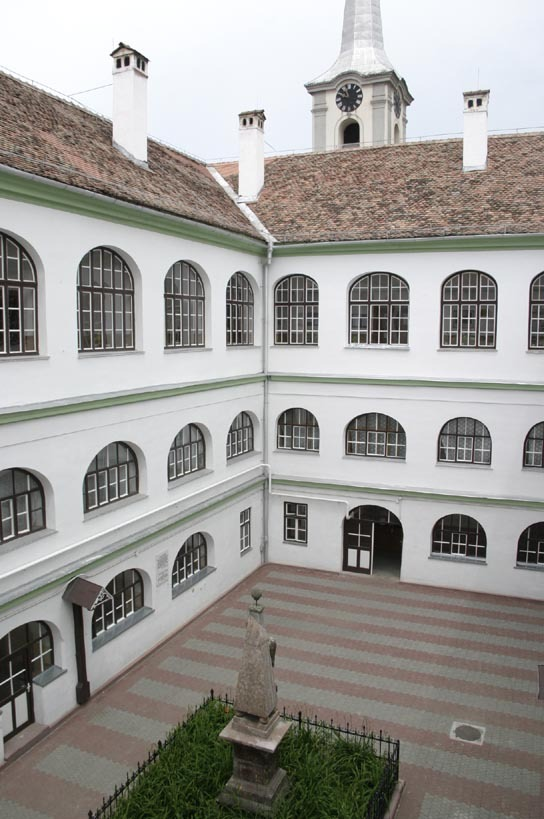
A Kis Gergely Református Gimnázium udvara

1891-ben épült fel a Székelytámadt vár romjai között. Ebben az épületben jelenleg az Eötvös József nevét viselő Mezőgazdasági Szakközépiskola működik.
A Tamási Áron Gimnázium (az egykori Római Katolikus Főgimnázium)
A Római Katolikus Gimnáziumot 1593-ban Vásárhelyi Gergely jezsuita szerzetes alapította a reformáció ellensúlyozására. Mai épülete 1910-ben épült, eklektikus-szecessziós stílusban. A romániai magyar közművelődés egyik legjelentősebb nevelési-oktatási intézménye. A mai Tamási Áron Gimnázium internátusa neo-klasszikus stílusban épült 1890 és 1892 között, a Felső-Piactér délkeleti sarkán.
A Baczkamadarasi Kis Gergely Református Kollégium
A nagyenyedi és kolozsvári Református Kollégium mellett Erdély legnagyobb hírnevű protestáns oktatóközpontja. 1670-ben gróf Bethlen János alapította. Ma is álló régi épülete a korábbi faépület helyén 1772-ben épült. 1886-ban egy, második emeletet húztak föl rá. 1913-ban az iskola új épületet kapott.
A Református Kollégium első emelete 1771–72-ben épült. (Barokk jegyeit a későbbi átépítések során elvesztette. A második emelet 1885–86-ban klasszicista stílusban épült. Hargita megye műemlékeinek hivatalos jegyzékében (1992) műemléképületként szerepel. 1771. április 26-án ledöntik a Kollégium régi faépületét, majd május 2-án nekifognak az iskola új alapjának ásásához. Május 6-án már huszonegy személy rakja a kőalapot. Mivel az építkezésre szánt pénz fogytán volt, Kis Gergely professzor pénzgyűjtő körútra indult Udvarhelyszékben, Erdővidéken és Háromszéken. Az év végére az épület tető alá került. 1885–86-ban még egy emeletet húztak föl a régi épületre. Ekkor tűntek el az egykori barokk-stíluselemek. A régi kollégiumokra jellemző hangulatot az árkádos, belső, négyszögletű udvar őrzi, középen Backamadarasi Kis Gergely rektor-professzor emlékoszlopával. Könyvtára magas szintű kutatómunkát tesz lehetővé.
A Benedek Elek Tanítóképző
Hargita megye műemlékeinek hivatalos jegyzékében (1992) műemléképületként szerepel. 1910 és 1912 között épült, a régi Kollégiumtól délre. Építésze Magyar Vilmos volt. 1913. szeptember 10-én avatták föl. A Benedek Elek Tanítóképző épületében a Haáz Rezső Múzeum Tudományos Könyvtára működik.

### Kulturális programok, rendezvények Székelyudvarhely környékén
- Szejke-nap (június utolsó vasárnapja)
- Árcsói fazekasvásár (augusztus első szombatja)
- Csíksomlyói búcsú (Pünkösdkor)
- Udvarhelyszéki Gyümölcsfesztivál (https://web.archive.org/web/20130128211734/http://www.szekelygyumolcs.ro/)

### Székelyudvarhelyi hírességek
- Siménfalvi Székely Mózes erdélyi fejedelem, született 1553 körül, meghalt 1603. július 17-én, a Brassó melletti csatában.
- Lakatos István történetíró, pap (született 1620 körül)
- Udvarhelyi Tölcséres Mihály egyházi író (1737 körül)
- Szakács Mózes, (Betfalva, 1828. november 11. – Székelyudvarhely, 1894. október 13.) református lelkész és kollégiumi tanár Székelyudvarhelyen.
- Mály Gerő színész, született 1884. augusztus 1-jén
- Z. Sebess József (1888. – 1975.) tornatanár, cserkésztiszt
- Tomcsa Sándor, író (1897–1963)
- Mátéffy Béla (1901–2002) matematika–fizika tanár, csillagász, kémikus
- Szemlér Ferenc költő, műfordító (1906)
- Méhes György (Nagy Elek), (1916–2007), író, újságíró, színműíró
- Csanády György, a Székely himnusz szerzője (1895)
- Rajk László, politikus, (1909. március 8.), az MKP főtitkár-helyettese, belügyminiszter. Koncepciós per áldozata lett, 1949-ben.
- H. Balázs Éva, történész (1915–2006), a kora újkor nemzetközi hírű kutatója
- Péter Attila (1922–2016) matematikai-fizika szakos tanár
- Gyárfás L. Miklós (sz. 1939–) karikaturista, humorista író
- Csiky András színész (1930)
- Lakatos Mihály író, költő, műfordító, főtanácsos az Oktatási és Kulturális Minisztériumban Budapesten
- Vofkori László (1944–2008), tanár, földrajzi szakíró, szociogeográfus, tankönyvfordító
- László-Bakk Anikó (1944) zenei szakíró, zene- és táncpedagógus, rendezvényszervező
- Eötvös Péter (1944–2024) zeneszerző és karmester, a kortárs zene világszerte elismert egyik legnagyobb alakja
- Tibád Levente (1936–2020) magyar nyelvész, helynév- és helytörténet-kutató
- Kovács Lajos (1951) a Tamási Áron gimnázium diákja, majd matematika tanára
- Vass László Levente (1955–1979) költő
- Miriszlai Miklós (1957. május 2.) költő, grafikus
- Szabó Árpád Töhötöm (1975) magyar néprajzkutató
- Ilyés Ferenc (1981), kézilabdázó
- Gál István 1901–1959 Győr város főmérnöke
- Gál János (csíki Gál János) festő, szobrász. 1894–1976 (Budapest)
- Orbán Margit 1923–2010 Tamási Áron gimnázium magyar tanár
- Dr. Vánky Kálmán (1930. június 15.) mikológus, orvos
- Dr. Antal Sándor (Kőrispatak, 1957. május 16. – Székelyudvarhely, 2015. június 8-án) előbb a magyar nyelv és irodalom tanára, majd a Baczkamadarasi Kis Gergely Református Kollégium igazgatója volt, doktorált is.
- Bencze Attila író, költő, szerkesztő (1981. november 17.) - 2010-ben Orbán Viktor és Mádl Ferenc oklevéllel ismerte el munkásságát.
- Itt született Balla Árpád Zoltán székelyföldi magyar fotóművész (1957. szeptember 20. –)

### Templomok, kápolnák
Az unitárius templom
A város unitárius temploma 1906 és 1908 között épült. A templombejárat fölirata : Egy az Isten.
A görögkeleti (ortodox) templomok
A város nagy méretű görögkeleti temploma 1938-ban épült a Tamási Áron utcában. A Kossuth utcában van egy 1920-ban épült, kisebb ortodox templom is.
A görögkatolikus templom
Az egykori Botos, a mai Kossuth utcában emelkedett a görögkatolikus templom (Biserica "Schimbare la faţă") a 17. század végén. Székelyudvarhelyen egy Görög András nevű görögkatolikus vallású ember telepedett le s meggazdagodván, templomot építtetett. Végrendeletében az udvarhelyi román görögkatolikusoknak hagyta az épületet (Keresztúri K., 1939, 114).

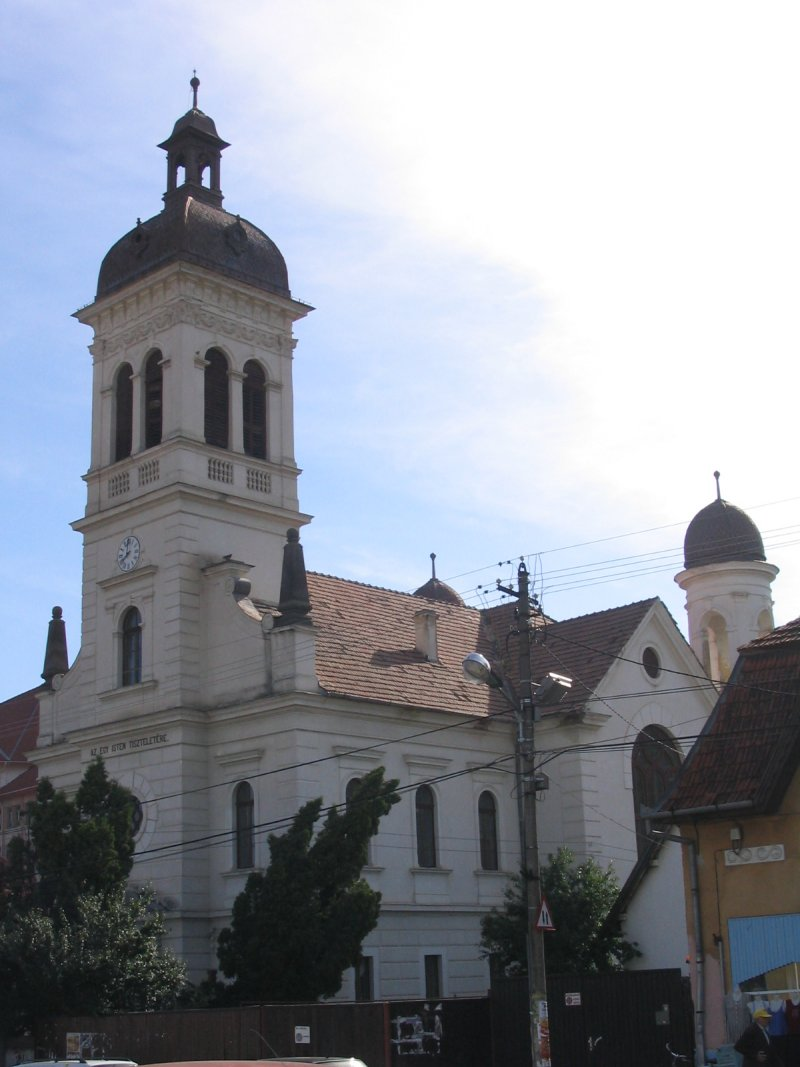
A Belvárosi Unitárius Templom

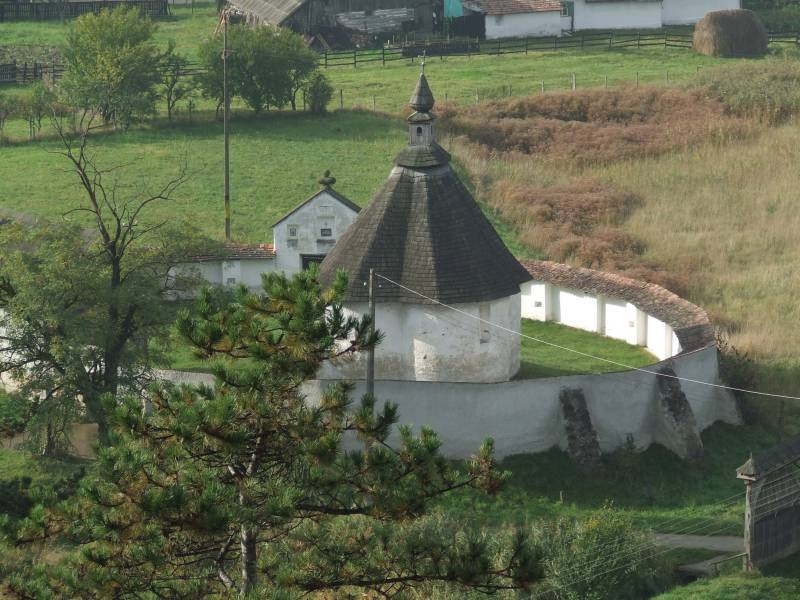
 A Jézus szíve kápolna
A Jézus szíve kápolna a 16. században épült, négyzet alakú, kazettás mennyezete 1677-ben készült. Védőfala valószínűleg 1771-ben épült.
Hargita megye műemlékeinek hivatalos jegyzékében (1992) műemléképületként szerepel. Székelyudvarhely déli bejáratánál, a Szálvátor-hegy (Köszörűkő) végződésében, a Nagy-patak völgye alsó szakaszán, az egykori Gyárosfalva területén, a gyógyító források közelében egy kis imaház, védőfallal körülvett templomocska húzódik meg. Ez a Jézus-kápolna vagy más néven Jézus szíve kápolna, Szentszív-kápolna. Lakatos István 1702-ben „Jézus házának nevezett Jézus neve kápolnaként” említi. Építési idejéről az oklevelek hallgatnak. A művészettörténeti kutatások többsége a kápolna építését a 13. századra helyezik, s így a Jézus-kápolna Székelyudvarhely legrégebbi építészeti műemléke. Hasonló típusú kápolnák (rotundák) épültek Gyergyószentmiklóson (Szent Anna-kápolna), Kézdiszentléleken Perkő nevű magaslaton fekvő Szent István-kápolna, Székelyszáldoboson a kápolnarom.
A téglapadlós belső teret négy méter magasságban elhelyezett festett kazettás mennyezet fedi, amely az 1677-es évszámú eredeti mennyezet e századi, kevésbé sikerült másolata. Az eredeti kazettás mennyezetet 1903-ban távolították el. A kazetták mintakincse nagyon hasonlít az 1670-ből való felsőboldogfalvi templom mennyezetéhez, amely Szombatfalvi Asztalos András és János munkája. A Jézus-kápolnát szép vonalú zsindelytető fedi, amelyen a magasított toronysisak is jól érvényesül. A kápolnát kőkerítés övezi, amelynek déli oldalán levő díszesebb és nagyobb bejárata feletti háromszögű oromzatát három egyenes záródású vakfülke díszíti, az oromzat búbját pedig homokkő-bubából (konkrécióból) kialakított kereszt koronázza. A körfal mai bejárata fölött az 1771-es évszám látható.
A Szejkefürdő felé vezető út mellett balra áll az egykori székely főnemesek (primor), az Ugron család kápolnája, amely 1890-ben temetkezési kápolnának épült.

## Galéria

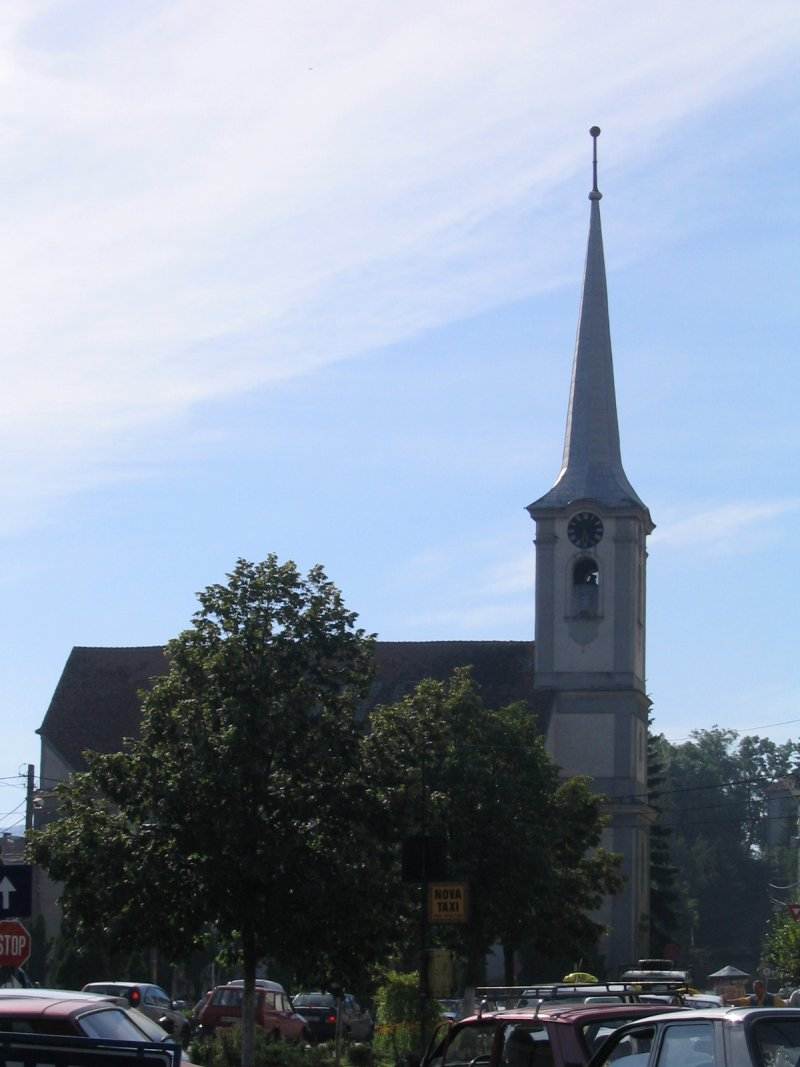
A református templom
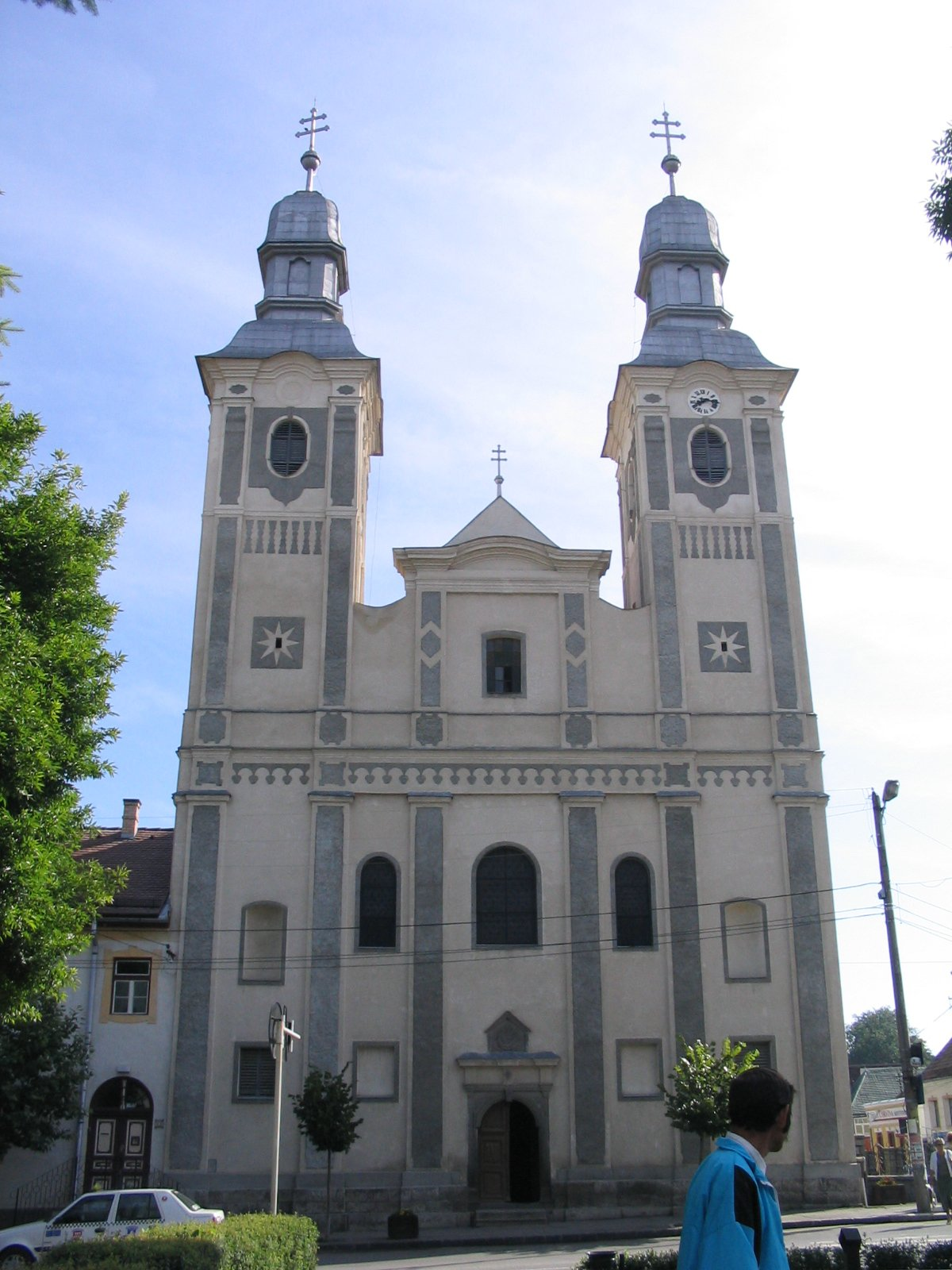
A katolikus templom
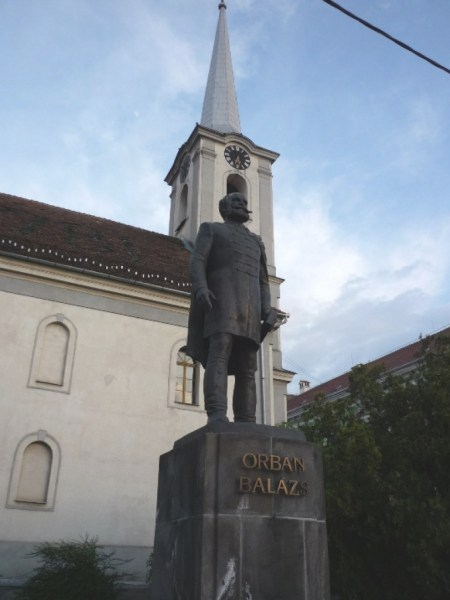
Orbán Balázs szobra (1995)
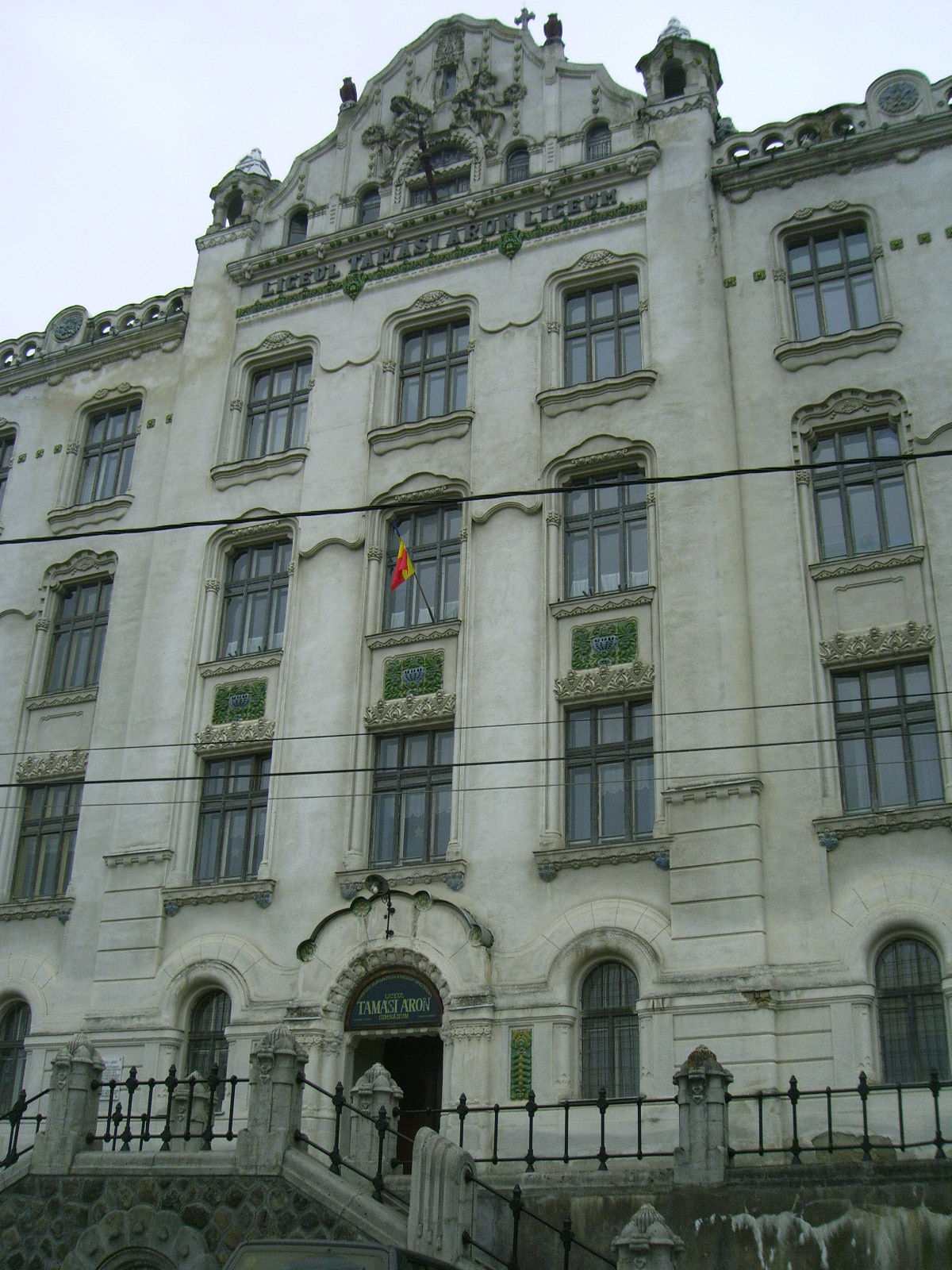
A Tamási Áron Líceum
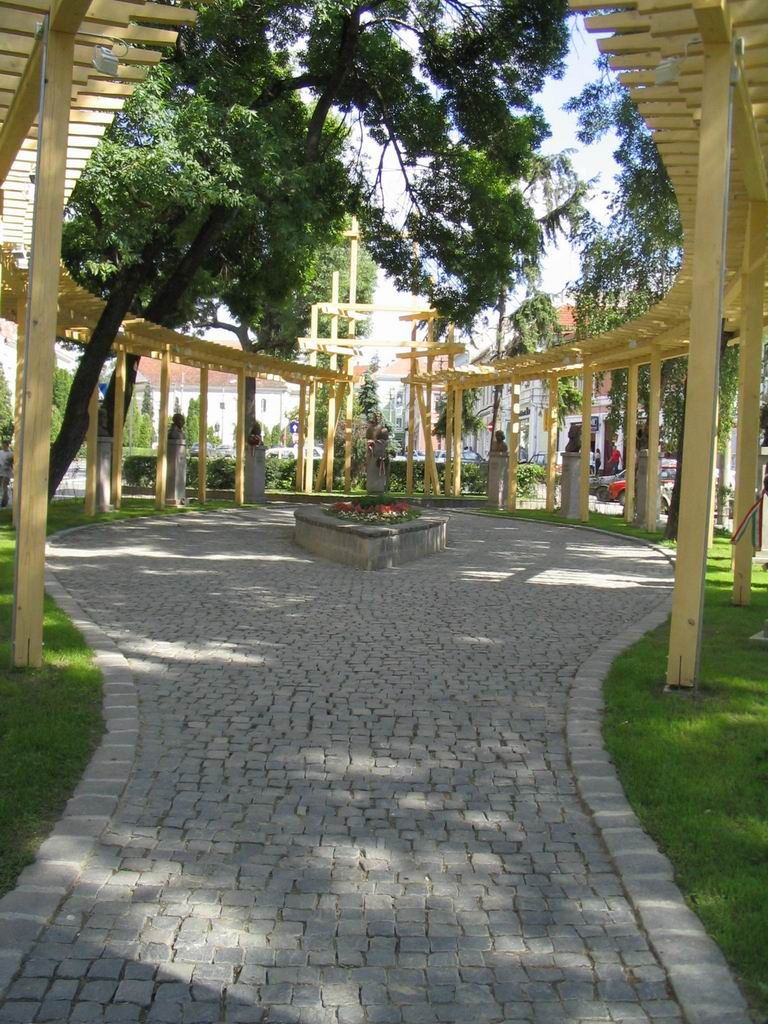
A Szoborpark
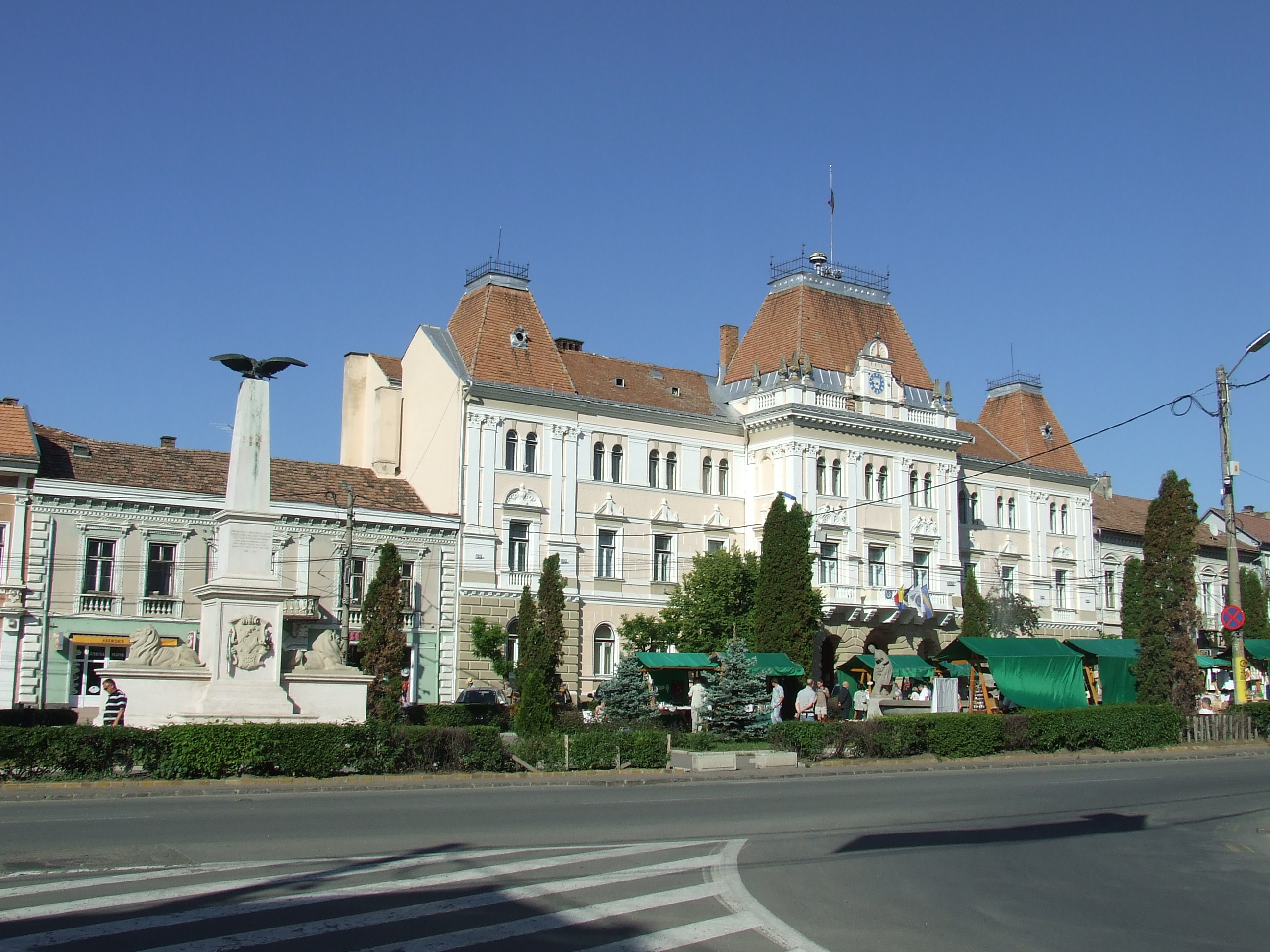
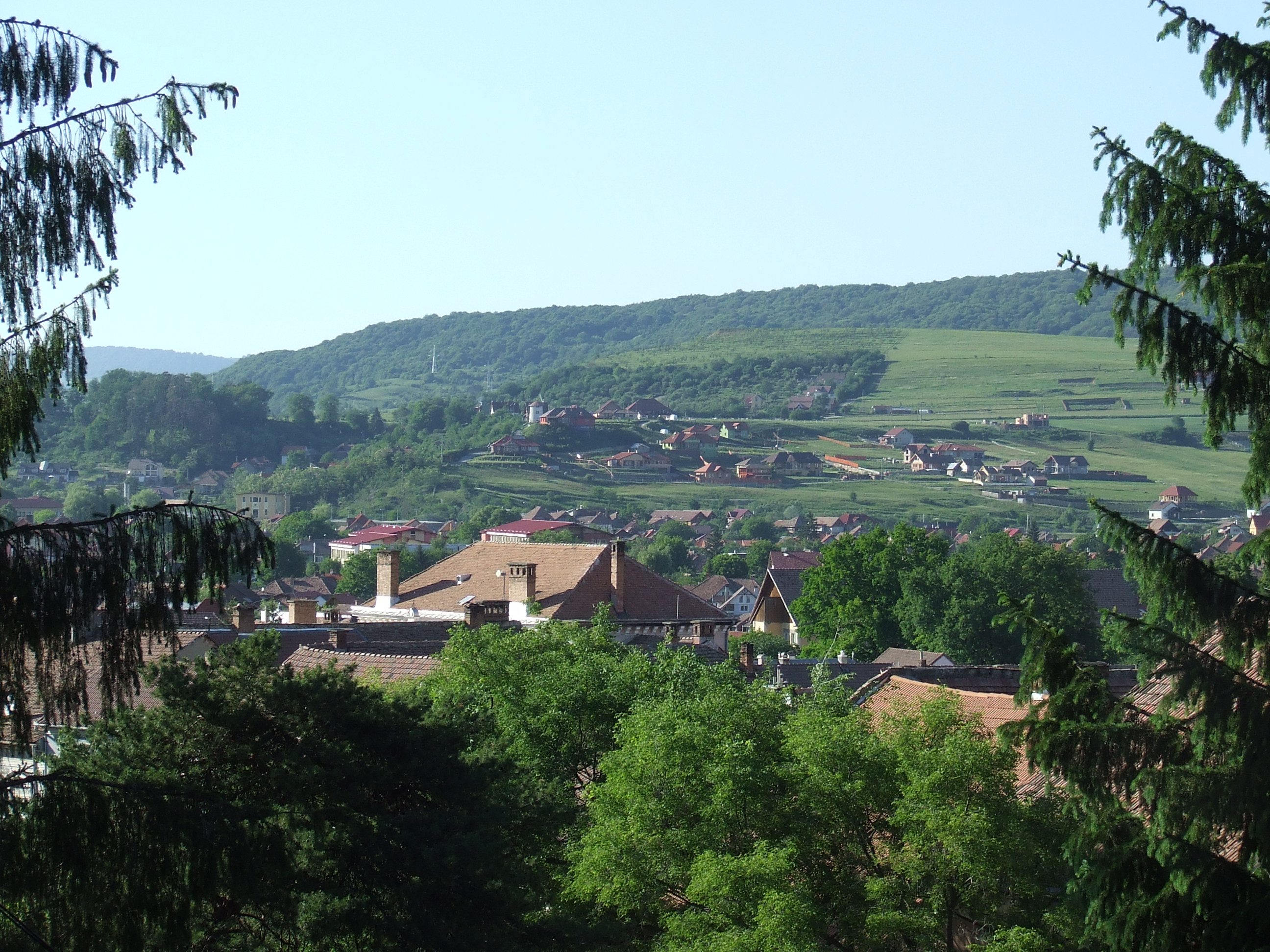
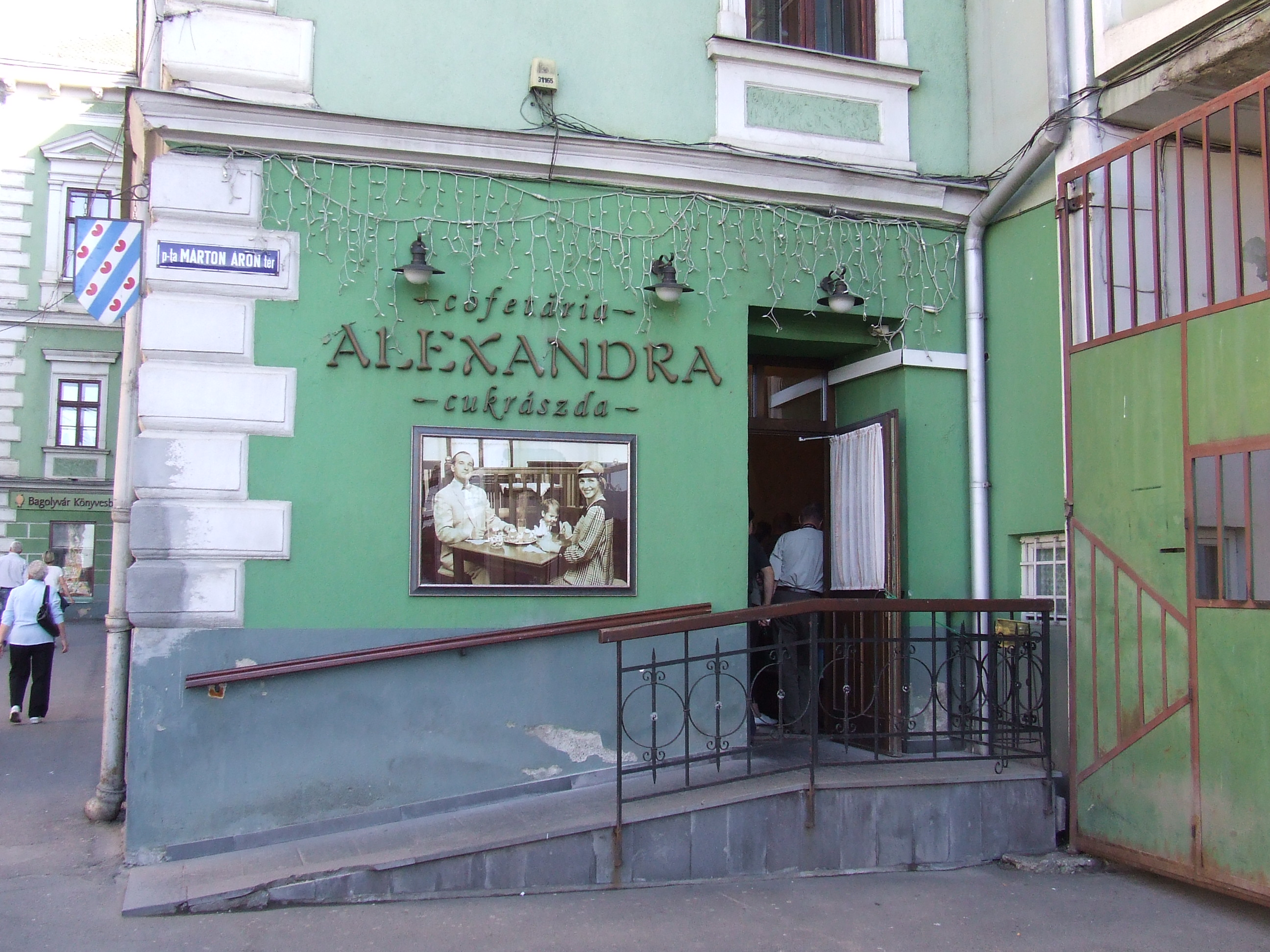
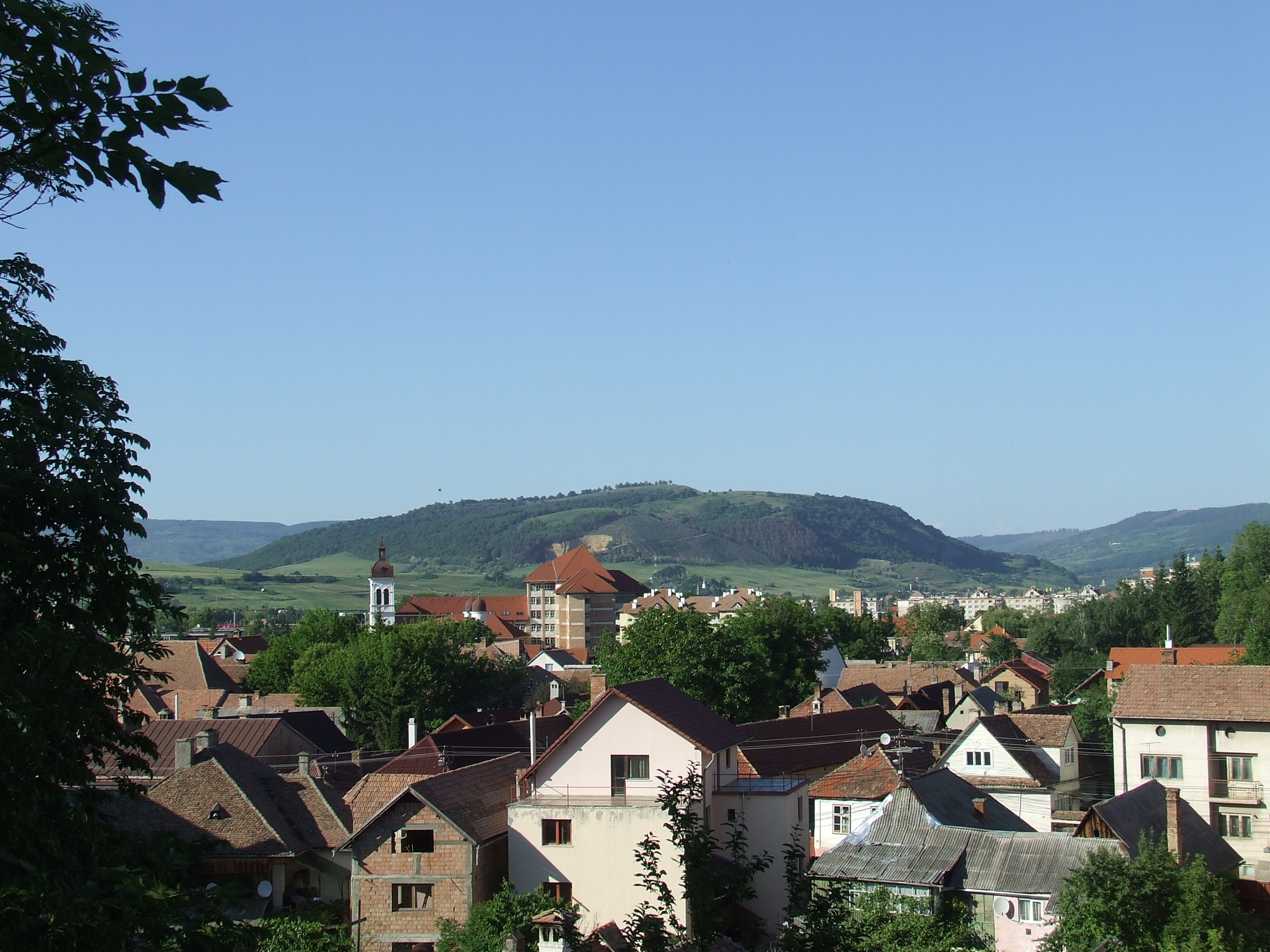
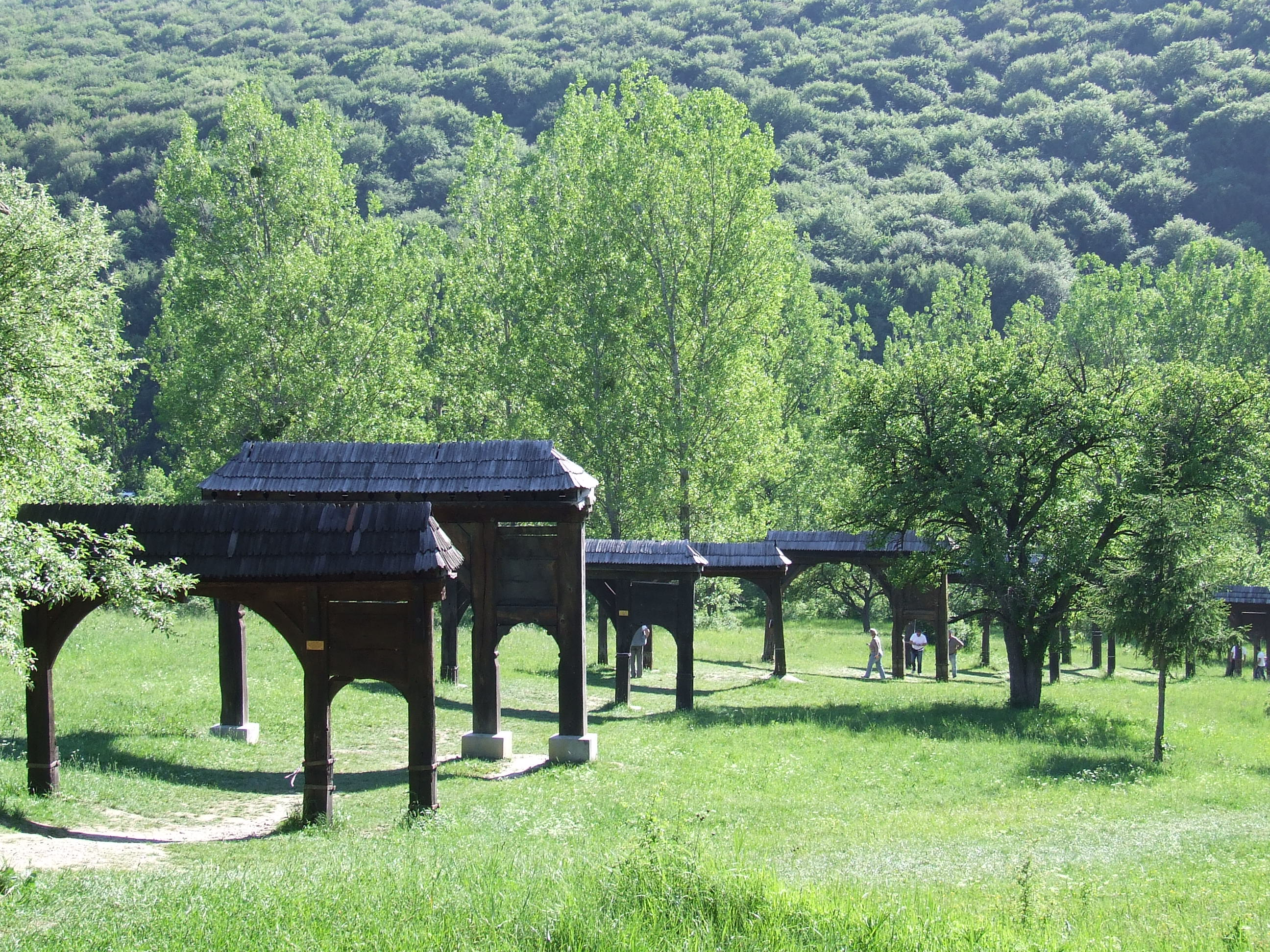
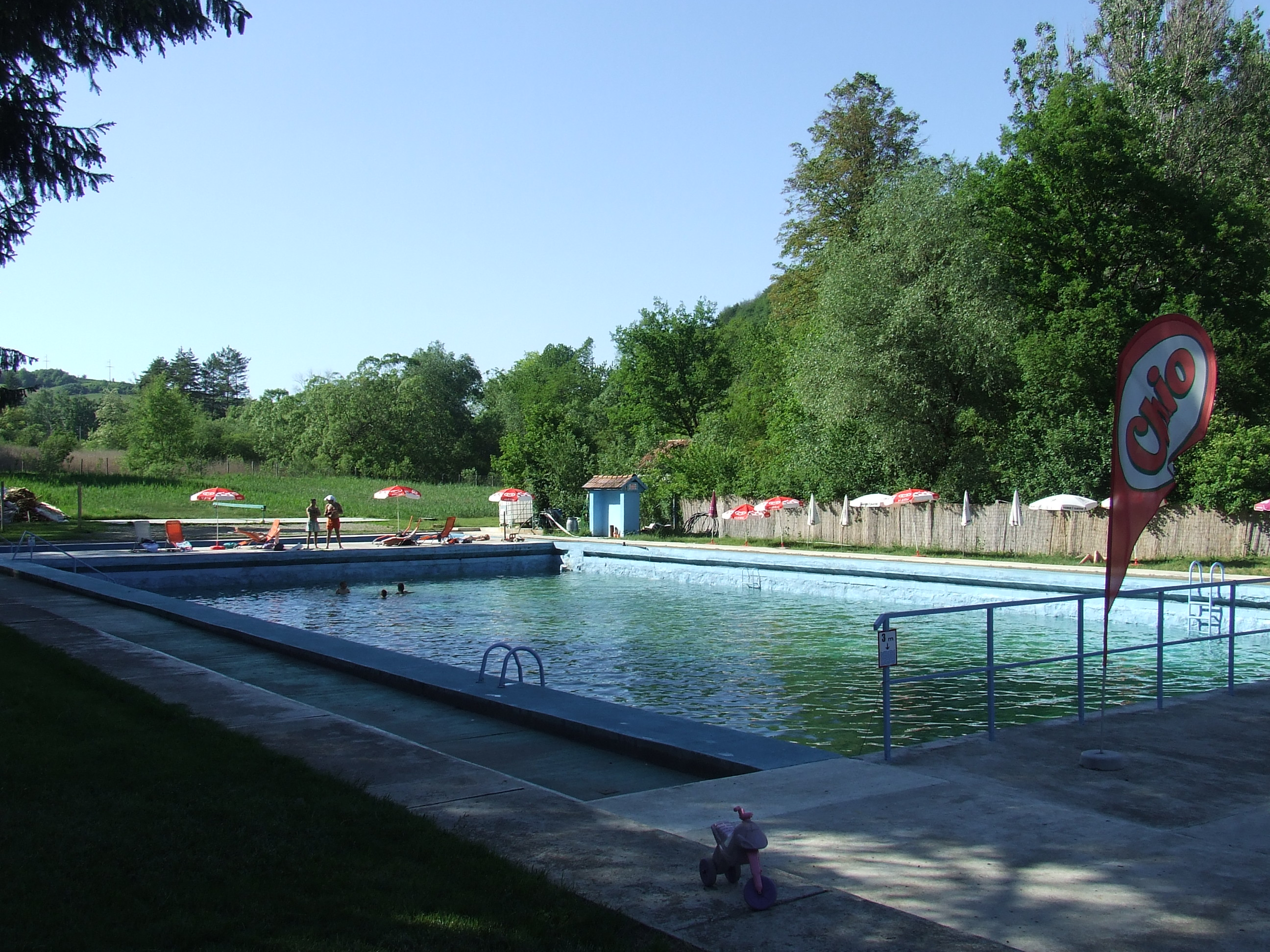
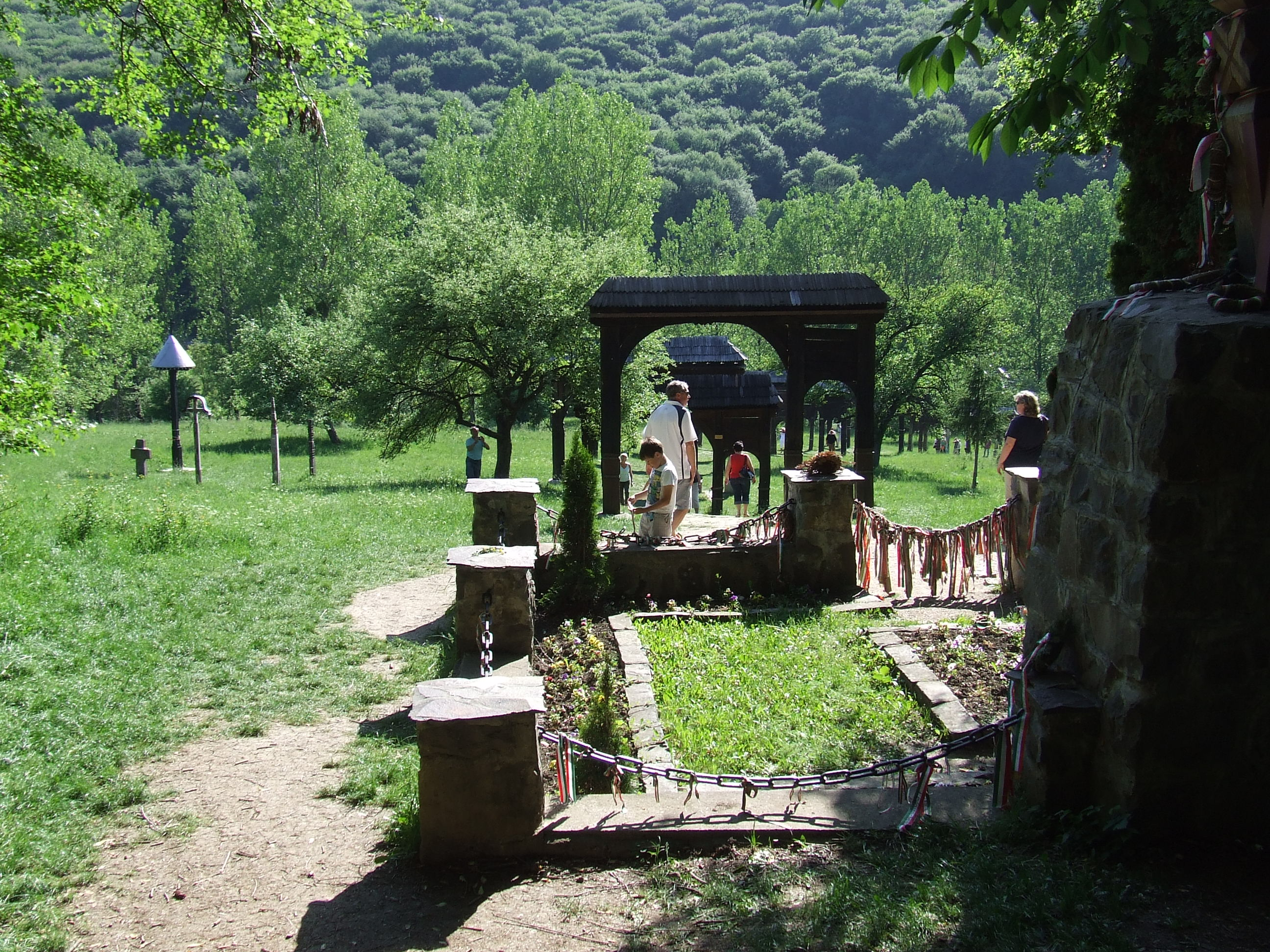

## Székelyudvarhelyen megjelenő lapok és folyóiratok
- Dolgaink
- Nőileg
- Polgári Élet
- Régió
- Szabadság
- Székely Útkereső
- Székelyhon
- Udvarhely-Szék
- Udvarhelyi Híradó
- UH
- Udvarhely[10]

## Székelyudvarhelyi rádióadók és tévécsatornák
- Sztár Rádió
- Gaga Rádió
- Digital 3 Televízió
- A Duna Televízió székelyudvarhelyi stúdiója
- Mária Rádió székelyudvarhelyi stúdiója

## Testvérvárosai
- Barcs, Magyarország
- Békéscsaba, Magyarország
- Budapest I. kerülete (Budavára), Magyarország
- (Budapest)-Soroksár (XXIII. ker.), Magyarország
- Cegléd, Magyarország
- Dunaszerdahely, Szlovákia
- Hajdúdorog, Magyarország
- Keszthely, Magyarország
- Szabadka, Szerbia
- Tatabánya, Magyarország
- Tihany, Magyarország
- Törökbálint, Magyarország
- Vác, Magyarország
- Budapest, Magyarország (2016)